# 紅燒木琴魚
紅燒木琴魚是湖北省天门市传统菜肴，由青魚製成，因外观形似木琴而得名，也稱红烧瓦块鱼。

## 歷史
1997年出版的《中国名菜荆楚风味》中，对紅燒木琴魚的来历作了如下记载：明代文学家、竞陵学派创始人之一谭友夏喜爱音乐和各种乐器。某天，他偶然间发现经去头去尾处理的青鱼段外形与他喜爱的岭南木片琴十分相似，于是要求厨师顺着鱼肋雕刻出花纹后红烧烹饪，作为下酒菜，此菜因而得名。后来，紅燒木琴魚传入民间，又因其形似瓦片而被称为“红烧瓦块鱼”。
2013年时，有媒体如凤凰网曾将红烧木琴鱼列为“十大经典鄂菜”之一。不过，2018年湖北省政府將鄂菜更名為楚菜后，2019年湖北省商务厅评选的“十大楚菜名菜”名单中没有红烧木琴鱼。

## 特點
此菜讲究“明汁亮芡”，味咸鲜、汤汁略带酸甜。